# Etheostoma colorosum
Etheostoma colorosum es una especie de peces de la familia Percidae en el orden de los Perciformes.

## Distribución geográfica
Se encuentran en Norteamérica.